# Następny do raju
Następny do raju – pierwsza ukończona powieść Marka Hłaski, z roku 1957. Pod pierwotnym tytułem Głupcy wierzą w poranek ukazywała się w odcinkach od stycznia 1957 roku w tygodniku "Panorama". Jej pierwsze wydanie książkowe pochodzi z 1958 roku. Inspiracją do napisania powieści było doświadczenie zdobyte w czasie sezonowej pracy w końcu 1950 roku w Bazie Transportowej w Bystrzycy Kłodzkiej. 

## Treść
Jest to opowieść o ludziach pozbawionych nadziei, kierowcach ciężarówek pracujących w górach. Z uwagi na podobieństwo opowiadania do filmu Cena strachu, Artur Sandauer zarzucił pisarzowi plagiat. 
Główną postacią powieści jest Warszawiak. Obciążony jest przeszłością i wyrzutami sumienia, swoistym fatum. Owo fatum ciąży zresztą na wszystkich bohaterach górskiej Bazy, uciec bowiem z niej nie sposób. Zamieszanie wśród mężczyzn wywołuje kobieta, nierozumiejąca męskiego punktu widzenia i nierozumiana przez żadnego z bohaterów, próbująca po kolei przeciągać na swoją stronę kolejne osoby, z którymi mogłaby wyjechać.

## Odbiór
Stanisław Stabro uznał utwór za jeden z najlepszych z krajowego okresu pisarskiego Hłaski. Zwrócił zwłaszcza uwagę na przejmujące, wiarygodne okrucieństwo tej prozy, jej autentycznie humanistyczny i prawdziwie symbolicznie-moralny wymiar. Jako słabe punkty powieści wskazał natomiast szablonowość antyschematu, zastosowanego tu kolejny raz przez autora. Dzieło mocno skrytykował Michał Radgowski. W tekście zatytułowanym Następny do raju? pisał: spiętrzenie półprawd, kłamstw, banialuk, wplecionych w prawdziwie i jakże ponure sytuacje ma służyć zapewne uwydatnieniu ideologicznego sensu powieści: zdążaliśmy do raju, znaleźliśmy się na cmentarzu. Radgowski uznał dzieło za artystycznie chybione. Według niego ani główny konflikt zarysowany dość schematycznie i rozwiązany pretensjonalnie, ani filozofia życiowa bohaterów, ani walory obserwacji życiowej i społecznej, ani jednolitość koncepcji pisarskiej nie predestynują do roli książki dojrzałej i wartościowej.

## Adaptacja filmowa
Na podstawie powieści w 1958 roku powstał film Baza ludzi umarłych w reżyserii Czesława Petelskiego.

## Wydania
- Marek Hłasko Cmentarze. Następny do raju, seria Biblioteka "Kultury", t. 28, Instytut Literacki, Paryż 1958
- Marek Hłasko Der Nächste ins Paradies. Roman, tłum. Vera Cerny, wyd. Kiepenheuer & Witsch (KiWi), Köln - Berlin 1960
- Marek Hłasko Next Stop-Paradise, and The Graveyard, two novels, tłum. Norbet Guterman, wyd. Heinemann, London 1961
- Marek Hłasko El próximo en el paraíso, wyd. Luis de Caralt, Barcelona 1962
- Marek Hłasko Cmentarze. Następny do raju, Instytut Literacki, Paryż 1973
- Marek Hłasko Der Nächste ins Paradies. Roman, tłum. Vera Cerny, wyd. Kiepenheuer & Witsch (KiWi), Köln 1991, ISBN 3-462-02153-2
- Marek Hłasko Następny do raju, seria Dzieła zebrane. Marek Hłasko, Wydawnictwo "Da Capo", Warszawa 1994, ISBN 83-7157-348-0
- Marek Hłasko Następny do raju, seria Dzieła zebrane. Marek Hłasko, Wydawnictwo "Da Capo", Kraków 1999, ISBN 83-85373-94-2
- Marek Hłasko Następny do raju, Wydawnictwo "Elf", Warszawa 2002, ISBN 83-89278-15-4
- Marek Hłasko Następny do raju, Wydawnictwo "Elf", Warszawa 2003, ISBN 83-89278-33-2